# Aeroport de Ruhengeri
L'Aeroport de Ruhengeri (codi IATA: RHG, codi OACI: HRYU) és l'aeroport que serveix Ruhengeri, ciutat situada al districte de Musanze, a la província del Nord, Ruanda. Aquesta ubicació es troba aproximadament a 227 km, per avió, al nord-oest de l'Aeroport Internacional de Kigali, actualment el principal aeroport del país. Les coordenades geogràfiques d'aquest aeroport són:1° 30' 0.00"S, 29° 38' 1.00"E (Latitud:-1.50000; Longitud:29.63361).

## Informació general
L'aeroport de Ruhengeri és un aeroport de mida mitjana que serveix a la ciutat de Ruhengeri i comunitats veïnes. És un dels vuit (8) aeroports civils públics sota l'administració de l'ORAC. L'aeroport de Ruhengeri està situat a una altitud d'aproximadament 1.860 metres sobre del nivell del mar. L'aeroport té una única pista d'asfalt que té 1.480 metres de longitud.